# 와이카토강

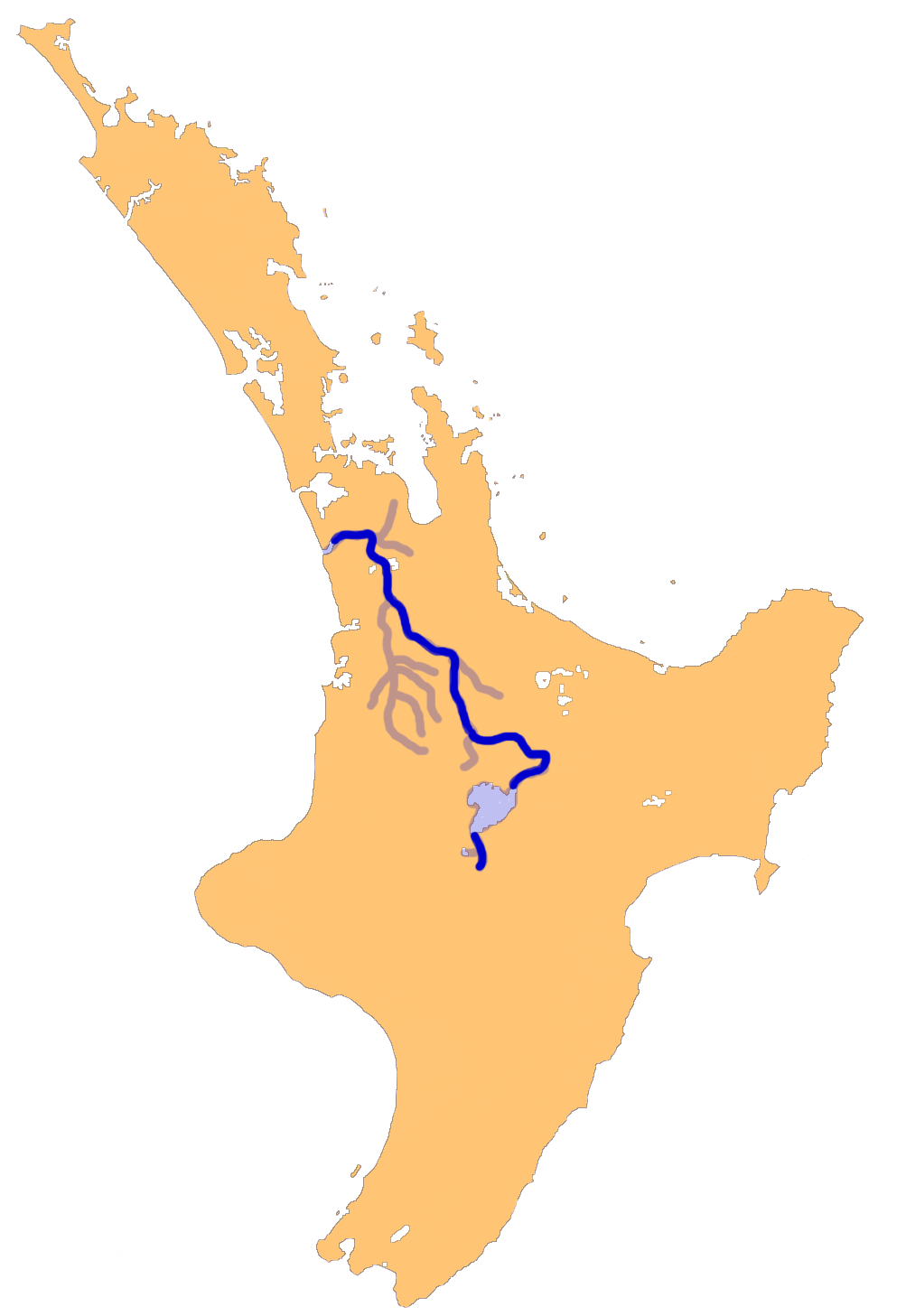
강의 흐름을 나타낸 지도

동쪽 강의 모습

와이카토강(영어: Waikato River)은 뉴질랜드에서 가장 긴 강이다. 노스랜드에서 발원하며 총 길이는 425 km에 달한다. 루아푸산에서 시작한 물줄기는 통가리로강 분수계와 합류하며 타우포호로 흘러들어간다. 호수의 북동쪽 끝자락으로 합류해서 들어오며 이때 후카 폭포의 절경이 연출되기도 한다.
강의 이름은 와이카토 지역을 흘러가며 평원 지대를 이룬다 해서 지어졌다고 한다. 정확히는 마오리족의 언어에서 유래한 것으로 '흐르는 물'이라는 뜻이다. 마오리족 사람들은 예부터 와이카토강이 부족의 젖줄이자 자부심의 근원이라고 생각했다고 한다.

## 용도
수원으로서의 역할 뿐만 아니라 와이카토강은 지금껏 주요 수륙 운송 수단의 역할을 해왔다. 타우포호와 뉴질랜드의 케임브리지, 해밀턴, 호로티우 등을 모두 거치기에 주요 항과 도시를 잇는 구실을 할 수 있는 것이다.
1863년 즈음에는 마오리족과 영국군의 전쟁 중에 군사적 중요성을 띠어 큰 싸움이 벌어지기도 했다.

### 전력 생산
긴 지류와 산악 지대 덕분에 와이카토강은 수력 발전이 많이 이뤄진다. 호라호라에 맨 처음 발전소가 지어진 이후로 8개의 수력 발전소가 지어져 있다. 대개는 1929년에서 1971년 사이에 지어져 부족한 전력을 대체하는데 소비되고 있다.
연간 4000 기가 와트의 전력이 생산되며 이는 뉴질랜드의 전력 생산력 중 13%이다.

## 환경문제
와이카토 지방 관리국에서 강 유역을 관할한다. 해밀턴에 위치해 있는 관리국은 현재 여러 환경 문제로 인해 여론의 지탄을 받고 있다.
가장 중요한 것은 농업 용수의 유입으로 인한 오염이다. 농경지 인근의 강물은 상당히 자연정화 능력이 취약한 것으로 나타나고 있으며 그 중에서도 축산농업이 끼치는 악영향이 가장 크다.
다른 문제는 침식된 언덕과 강 유역을 잇던 운하이다. 운하 지역이 과거에는 줄곧 항해 용도로 쓰이다 방치되면서 인근 도시의 침수문제를 가중하고 있기 때문이다.